# Dongfang Electric
Dongfang Electric est une entreprise chinoise de fabrication d'équipements électriques industriels. Il est un constructeur important de turbines éoliennes. L'entreprise produit également des turbines hydrauliques, ayant notamment conçu les turbines Francis de 1 000 MW du barrage de Baihetan, les plus puissantes jamais produites.

## Éoliennes
Le 12 octobre 2024, Dongfang Electric annonce la construction de la plus grande turbine éolienne offshore jamais réalisée avec un rotor de trois-cent-dix mètres de diamètre pour une puissance de 26 MW, un mât haut de cent-quatre-vingt-cinq mètres et une hauteur en bout de pale de trois-cent-quarante mètres.[réf. nécessaire]